# 孫周恒
孫 周恒（ソン・ジュハン、朝鮮語: 손주항、1934年2月25日 - 2017年7月11日）は、大韓民国の政治家、書道家、書刻名人。第9・10・13代韓国国会議員。
本貫は密陽孫氏。号は愚地（ウジ、우지）。制憲国会議員の晋直鉉は母方の叔父。

## 経歴
日本統治時代の朝鮮で全羅北道の任実郡に生まれた。全州高等学校文科経て中央大学校法政大学政治科を卒業した。
全羅北道議会議員を3期務めた後、1973年2月27日に実施された第9代総選挙に無所属で立候補して当選し国会議員となり、その後の第10代総選挙、第13代総選挙でも当選した。特に1978年に遊説の際に維新体制を批判した疑いなどで緊急逮捕・起訴されたため、第10代総選挙では獄中にいながら当選した（1983年に無罪判決）。1980年代には光州事件の背後人物という容疑により再び起訴され、選挙権・被選挙権も剥奪されたため、長い間に政治活動を行うことができなかった。復権後の第13代総選挙では平和民主党（同党副総裁を務めたことがある）の公認を受け、元新民党代表の李哲承を破って当選した。第14代総選挙の前に金大中と決別し、無所属で出馬したが落選。2002年の全羅北道知事選にも出馬したが当選しなかった。2002年の大統領選挙前には政権交代への期待と金大中政権への不満を表し、ハンナラ党に入党した。
書道家としては17歳の時に作品が大韓民国美術展覧会に入選したほどで、書体が絵のように力強くうごめくと評される。また、木に文字を刻む書刻の腕前も優れており、2013年には韓国芸術文化団体総連合会により書刻名人に指定された。他には韓国国楽協会顧問、ソウル国楽芸術高校名誉財団理事、全州大私習ノリ保存会会長、全州大私習技能後援会及び奨学会理事長、パンソリ人間文化財5号趙相賢後援会長、サムスングループ文化担当常任顧問、総合有線放送委員会審議委員、ミラル会共同代表を務めた。特に金大中政権と盧武鉉政権が光州を「韓国文化の一番地」としたことに対し、全州市が韓国文化の一番地だと主張していた。
2004年には元国会議員の韓和甲と共に民主化運動有功者に認定された。2013年には民主化運動時期の闘争記録2部を出版した。2017年7月11日、持病により84歳で死去した。墓所は光州の国立5・18民主墓地にある。